# Список круглоротых и рыб, занесённых в Красную книгу Волгоградской области
Список круглоротых и рыб, занесённых в Красную книгу Волгоградской области включает 2 вида миног и 9 видов и подвидов лучепёрых рыб.

## Миноги (Petromyzontida)
| Семейство Миноговые (Petromyzontidae) |                                                       |                                                     | |
|                                       | Каспийская минога Caspiomyzon wagneri (Kessler, 1870) | 2 категория. Сокращающийся в численности вид.       | Проходной вид. Эндемик Каспийского бассейна. Для размножения заходит в Волгу, но из-за строительства Волжской ГЭС её нерестовые миграции ограничиваются лишь нижним участком реки. Из-за этого, а также из-за промысла миноги её численность значительно сократилась. Занесена в Красную книгу России (категория 2). |
|                                       | Украинская минога Eudontomyzon mariae (Berg, 1931)    | 3 категория. Вид с естественно низкой численностью. | В Волгоградской области встречается в реках Чир, Иловля, Медведица с притоком Арчеда и Хопёр с притоками Кумылга и Бузулук. В самом Дону и Цимлянском водохранилище не отмечалась. |

## Лучепёрые рыбы (Actinopterygii)
| Семейство Осетровые (Acipenseridae)   |                                                                 |                                                            | |
|                                       | Стерлядь Acipenser ruthenus Linnaeus, 1758                      | 3 категория. Популяция с естественно низкой численностью.  | В Волгоградской области распространена по Дону, Хопру и изредка в низовьях Медведицы. В Цимлянском водохранилище молодь регулярно встречается в Верхнем и Чирском плесах. Иногда отмечается в Карповском водохранилище. Донская популяция занесена в Красную книгу России (категория 2). |
|                                       | Белуга Huso huso (Linnaeus, 1758)                               | 1 категория. Вид, находящийся под угрозой исчезновения.    | Проходной вид. В границах области ранее располагались главные донские нерестилища вида и часть волжских. В Цимлянском водохранилище до 1970-х годов встречалась регулярно, позже — единичными особями. В Волгоградском водохранилище белуга не встречается с 1990-х годов. Считается, что сохранение вида возможно только путём заводского воспроизводства при условии борьбы с незаконным ловом. Азовский подвид Huso huso maeoticus занесён в Красную книгу России (категория 1). |
| Семейство Сельдевые (Clupeidae)       |                                                                 |                                                            | |
|                                       | Волжская сельдь Alosa volgensis (Berg, 1913)                    | 0 категория. Вероятно исчезнувший вид.                     | Проходной вид, эндемичный для бассейна Каспийского моря. До строительства Волжской ГЭС на нерест доходил до Нижнего Новгорода. В 1950—1960-х годах произошло резкое снижение численности волжской сельди. В последние годы достоверные случаи находок этого вида в Волгоградской области отсутствуют. Занесена в Красную книгу России (категория 2). |
| Семейство Лососевые (Salmonidae)      |                                                                 |                                                            | |
|                                       | Предкавказская кумжа Salmo trutta ciscaucasicus Dorofeeva, 1967 | 1 категория. Подвид, находящийся под угрозой исчезновения. | Эндемик Каспийского бассейна. Изредка нерестится в Волге. В нижнем бьефе Волгоградского гидроузла отмечается ежегодно отмечается как минимум 1—2 особи. Занесена в Красную книгу России (категория 2) как каспийская кумжа Salmo trutta caspius. |
|                                       | Белорыбица Stenodus leucichthys (Güldenstädt, 1772)             | 1 категория. Вид, находящийся под угрозой исчезновения.    | Эндемик Каспийского бассейна. Нерестится в нижнем течении Волги. В результате строительства Волжской ГЭС численность вида значительно сократилась. При этом благодаря искусственному разведению в 1980-е годы уловы белорыбицы восстановились, но из-за незаконного вылова в 1990-е годы численность вида снова катастрофически сократилась. Занесена в Красную книгу России (категория 1).                                                                                         |
| Семейство Карповые (Cyprinidae)       |                                                                 |                                                            | |
|                                       | Азовская шемая Alburnus leobergi Freyhof et Kottelat, 2007      | 3 категория. Вид с естественно низкой численностью.        | В Волгоградской области встречается в Цимлянском водохранилище, Дону и его притоках — Чире, Иловле, Медведице с Терсой и Еланью и Хопре с Бузулуком. Занесена в Красную книгу России (категория 2). |
|                                       | Вырезуб Rutilus frisii frisii (Nordman, 1840)                   | 3 категория. Подвид с естественно низкой численностью.     | В Волгоградской области обитает в Цимлянском водохранилище, Дону и его притоках — Медведице, Хопре и нижней части Иловли. Единично встречается в водохранилищах Волго-Донского канала. Занесён в Красную книгу России (категория 2). |
| Семейство Колюшковые (Gasterosteidae) |                                                                 |                                                            | |
|                                       | Малая южная колюшка Pungitius platygaster (Kessler, 1859)       | 3 категория. Вид с естественно низкой численностью.        | По Волгоградской области проходит граница ареала вида. В бассейне Дона обнаружена в мелких пересыхающих летом реках, впадающих в Цимлянское водохранилище — Солоная и Аксай. В Волжском бассейне отмечена в небольших солоноватых водоёмах в северной части Красноармейского района и в озере Сарпа у села Дубовый Овраг. |
| Семейство Рогатковые (Cottidae)       |                                                                 |                                                            | |
|                                       | Обыкновенный подкаменщик Cottus gobio Linnaeus, 1758            | 4 категория. Неопределённый по статусу вид.                | По Волгоградской области проходит южная граница ареала вида. Единичные находки отмечались в Волгоградском водохранилище у села Песковатка Дубовского района. |